# Michael Epkenhans
Michael Epkenhans (né le 27 juin 1955 à Wiedenbrück) est un historien allemand moderne spécialisé dans l'histoire militaire et navale. De 1996 à 2009, il est directeur de la Fondation Otto-von-Bismarck (de) à Friedrichsruh. Il est professeur auxiliaire à l'Université de Hambourg et chercheur principal au Centre d'histoire militaire et des sciences sociales de la Bundeswehr (de). Grâce à ses recherches, Epkenhans est considéré comme l'un des principaux historiens de la marine en Allemagne. Sa spécialité est la Première Guerre mondiale.

## Biographie
Michael Epkenhans étudie l'histoire et l'anglais à l'Université de Münster de 1975 à 1982. En 1982 et 1985, il réussit les examens d'État pour enseigner aux niveaux secondaire I et II. En 1989, il obtient un doctorat pour une thèse sur les armements navals wilhelmiens de 1908 à 1914, qui est proposée et dirigée par Manfred Botzenhart. De 1989 à 1991, il est stagiaire scientifique à l'Institut provincial de recherche de l'État et du peuple de Westphalie (de) à Münster.
De 1992 à 1996, il est chercheur associé au mémorial du président du Reich Friedrich-Ebert (de) à Heidelberg. De 1994 à 1996, il est maître de conférences en histoire moderne à l'Université de Heidelberg. De 1996 à 2009, il est directeur de la Fondation Otto-von-Bismarck basée à Friedrichsruh près de Hambourg. En 2004, Wilhelm Deist (de) propose une habilitation à Albert Hopman (de) à l'Université de Hambourg en histoire moderne. Epkenhans est professeur auxiliaire au département d'histoire (département d'histoire allemande) de l'université de Hambourg. En février 2009, est devient directeur de recherche du Bureau de recherche historique militaire de Potsdam, qui existe jusqu'à la fin de 2012. Depuis 2013, il dirige le département de recherche du Centre d'histoire militaire et des sciences sociales de la Bundeswehr (de). Depuis 2014, il est chercheur principal au Centre d'histoire militaire et des sciences sociales de la Bundeswehr. Depuis 2016, il est officier exécutif et commandant adjoint du Centre d'histoire militaire et des sciences sociales de la Bundeswehr à Potsdam.
Epkenhans est membre du comité de rédaction du Journal of Strategic Studies (en). Il est membre du groupe de travail sur l'histoire militaire (de), de la Société des archives de la marine (en), de la Société allemande d'histoire de la navigation et de la marine (de) et de l'Union des historiens allemands, ainsi que président du conseil d'administration du musée allemand de la marine, membre de le conseil consultatif scientifique de la Fondation Otto-von-Bismarck et président du groupe d'amis de l'académie navale de Mürwik. Le 31 mars 2021, Epkenhans prend sa retraite en tant qu'officier exécutif et commandant adjoint du Centre d'histoire militaire et de sciences sociales de la Bundeswehr ZMSBw.

## Travaux
Epkenhans se fait connaître par ses travaux sur la marine impériale. Dans sa thèse de doctorat sur la politique navale allemande, publiée en 1991, il se penche sur la période de 1908 à 1914, jusqu'alors peu étudiée par les chercheurs. Le travail est divisé en trois parties. La première partie traite de l'office de la marine impériale dans l'enchevêtrement de la politique intérieure et extérieure allemande jusqu'en 1912. La deuxième partie étudie, pendant la même période, les liens entre l'économie et la construction navale. La dernière partie traite du déclin final du « Plan Tirpitz » dans la période de 1912 à 1914. Dans la dernière section, il a examiné la " crise de juillet " entre 1912 et 1914. Dans la dernière section, il étudie la très discutée "crise de juillet" de 1914 et, ce faisant, le processus de décision allemand du point de vue de la direction de la marine. Il défend la thèse selon laquelle l'Empire a finalement choisi "la fuite en avant" en juillet 1914. Avec cette étude, il apporte une contribution importante à l'histoire de l'Allemagne wilhelminienne. Sur la base de sa thèse, il est considéré comme l'un des meilleurs connaisseurs de l'armement naval wilhelmien. Parmi ses autres publications figurent des présentations sur l'histoire allemande des temps modernes, en particulier des XIXe et XXe siècles. Il est l'auteur de nombreuses contributions aux manuels scolaires et dirige la publication de 37 cahiers de la série Friedrichsruher Beiträge zur historisch-politischen Bildung de la Fondation Otto-von-Bismarck (de). En collaboration avec Karl Teppe, Epkenhans publie en 1991 le recueil Westfalen und Preußen. Integration und Regionalismus, qui regroupe les résultats d'un colloque organisé en 1990 par l'Institut provincial pour la recherche régionale et populaire de Westphalie à l'occasion du 175e anniversaire de l'intégration de la Westphalie dans le royaume de Prusse. Le thème central des 14 contributions est l'interaction entre la domination prussienne et le régionalisme westphalien. Les éditeurs ont l'intention d'étudier "l'histoire réelle de l'intégration et du régionalisme".
En 2003, Michael Epkenhans découvre dans une librairie d'occasion de Brême des copies d'un total de 51 lettres de l'amiral Reinhard Scheer à son épouse datant des derniers mois de la guerre de 1918. Epkenhans complète son édition des sources en 2006 par une introduction détaillée, conçue comme une esquisse biographique (p. 11-71). En l'absence d'une biographie scientifique de Scheer, l'édition des lettres revêt une grande importance documentaire. Les lettres publiées par Epkenhans donnent un aperçu de Scheer en tant qu'homme politique, militaire et particulier. Toujours en 2003, Epkenhans publie avec Gerhard P. Groß, un recueil qui fait suite au 44e Congrès international d'histoire militaire de Reinbek sur le thème Le militaire et l'entrée dans la modernité de 1860 à 1890. Les contributions examinent la relation entre les militaires et les systèmes politiques respectifs, la relation entre les militaires et les processus de transformation de la société et la relation entre les changements technologiques et les militaires. Un quatrième chapitre est consacré au musée militaire en tant que lieu d'instruction.
En 2004, Epkenhans publie une édition très remarquée des journaux, lettres et notes d'Albert Hopman (de), l'un des plus hauts amiraux de la marine impériale, qui constitue un autre "ego-document" d'un membre important de la marine. Dans son introduction, Epkenhans caractérise l'amiral Hopman comme un « Wilhelmien » typique : comme tous les militaires de cette époque, il revendique un rôle de leader pour l'Empire allemand. Son espoir, lors de l'anniversaire de Sedan, de voir "l'Allemagne [...] à nouveau grande dans le monde [...] comme primus inter pares parmi les autres peuples d'Europe" ne s'est cependant pas réalisé. Epkenhans arrive à la conclusion que les cercles navals représentés par Hopman autour d'Alfred von Tirpitz ne sont pas directement impliqués dans les événements politico-diplomatiques entourant le déclenchement de la Première Guerre mondiale, car "les décisions politiques sont prises uniquement au ministère des Affaires étrangères et à la chancellerie impériale". La proximité de Hopman avec les postes politiques clés de l'époque et sa capacité de saisie précise et sobre font néanmoins de ses auto-témoignages un document clé de la recherche sur les causes et les buts de guerre, car ils retracent des décisions importantes de politique étrangère et de politique navale prises avant 1914 et pendant la Première Guerre mondiale à partir d'une observation directe.
En collaboration avec Karen Hagemann et Stig Förster (de), Epkenhans publie en 2006 un recueil de 16 contributions à la suite d'un congrès sur le thème de la culture de la mémoire militaire. Dans leur introduction, les éditeurs discutent des possibilités et des limites de l'exploitation des auto-témoignages pour la recherche en histoire militaire. Toujours en 2006, Epkenhans participe à la conférence « 90 jours de la bataille du Skagerrak » à Reinbek, qui se penche sur les antécédents et le déroulement de cette importante bataille navale de la Première Guerre mondiale ainsi que sur son traitement dans l'histoire de la mémoire. Les résultats sont publiés en 2009 dans un recueil édité par Epkenhans, Jörg Hillmann (de) et Frank Nägler (de) en 2009.
En 2007, Epkenhans publie, en collaboration avec Andreas von Seggern (de), le livre Leben im Kaiserreich. Deutschland um 1900. Cette présentation s'adresse "au profane en histoire en tant que 'livre de lecture' moderne [...]". Le "livre de lecture" aest divisé en trois grandes sections : "L'État autoritaire", "L'avènement de la modernité" et "Entre tradition et progrès", ce qui permet en même temps de mettre en évidence les principales caractéristiques de l'époque. Avec Andreas Biefang (de) et Klaus Tenfelde (de), Epkenhans publie une anthologie sur l'importance et le développement des « cérémonies politiques » dans l'Empire allemand, qui rassemble les résultats d'une conférence conjointe organisée par l'Université de Bochum et de la fondation Otto-von-Bismarck de 2006. Le volume fonde en même temps la série de livres "Parlament und Öffentlichkeit" de la « Commission historique du parlementarisme et des partis politiques (de) » soutenue par le Bundestag allemand.
Faisant suite au travail de Michael Salewski (de) en 1979, Epkenhans présente en 2008 une brève esquisse biographique sur le Grand Amiral Alfred von Tirpitz. En 2010, Epkenhans publie une anthologie sur Friedrich Alfred Krupp avec Ralf Stremmel (de). Ce portrait, composé de sept contributions individuelles, doit servir d'étape préliminaire à une biographie générale. Les deux auteurs ont l'intention de situer Krupp dans "le champ de tension entre la persévérance et le renouveau et d'éclairer les multiples facettes de sa personnalité" ainsi que de retracer son "spectre inhabituellement large d'intérêts et de champs d'action". Dans sa contribution, Epkenhans se penche sur le comportement de Friedrich Alfred Krupp "dans le champ de tension entre les intérêts de l'entreprise et la politique". Il conclut que Krupp n'est "en aucun cas le moteur de la transition vers la politique navale et mondiale, mais plutôt celui qui est bientôt de plus en plus poussé". En tant que député au Reichstag, par exemple, il ne laisse pas une impression durable. En 2010 également, la Fondation Otto-von-Bismarck organise un colloque sur les convictions fondamentales d'Otto von Bismarck en matière de politique économique. Les actes de ce colloque sont publiés en 2013 par Epkenhans et Ulrich von Hehl/ Des commentaires résumant le pragmatisme de Bismarck dans la politique économique de l'Empire allemand concluent les actes de la conférence.
À l'occasion du 300e anniversaire de la naissance de Frédéric II, Epkenhans publie en 2011, en collaboration avec Gerhard P. Groß et Burkhard Köster (de), un "livre d'images spécialisées" (selon le texte de la couverture) sur la Prusse. Leur souhait est de "décrire la diversité de la Prusse [...] et de passer en revue les mondes de vie des époques passées". Ce faisant, les auteurs "cherchent avant tout à atteindre ceux pour qui les livres spécialisés sont trop 'secs'".
En 2011 également, Geschichte Deutschlands. Von 1648 bis heute, publiée par Epkenhans en 2008 chez Konrad Theiss Verlag (de), paraît dans la série UTB (de). L'accent de cette présentation est mis sur l'histoire des XIXe et XXe siècles. Dans son introduction, Epkenhans caractérise sa vision de l'histoire dans le champ de tension entre la conception matérialiste et idéaliste de l'histoire et se positionne ainsi également par rapport à l'approche socio-historique de l'historiographie allemande récente, marquée par Hans-Ulrich Wehler : "L'histoire est faite par les hommes, même si les processus de transformation sociale et économique, mais aussi et surtout des idées telles que les Lumières, le libéralisme ou le socialisme influencent leurs actions".
En 2014, la traduction anglaise de l'analyse documentaire d'histoire militaire Der Schlieffenplan publiée par Hans Ehlert (de), Michael Epkenhans et Gerhard P. Groß reçoit le prix du livre Arthur-Goodzeit (de). En 2015, Epkenhans reçoit la Croix d'honneur de la Bundeswehr. En 2015, à l'occasion du bicentenaire de la naissance d'Otto von Bismarck, Epkenhans publie, en collaboration avec Andreas von Seggern et Ulrich Lappenküper (de), une présentation de la vie de Bismarck et des années de son action politique. En 2015 également, il publie une présentation de la Première Guerre mondiale. Pour Epkenhans, le pas décisif vers la guerre est franchi par l'Empire allemand.

## Publications (sélection)

### Monographies
- Die Reichsgründung 1870/71 (Beck’sche Reihe Bd. 2902). C. H. Beck, München 2020,  (ISBN 978-3-406-75032-8)
- Avec John Zimmermann (de) : Die Wehrmacht – Krieg und Verbrechen. Reclam, Ditzingen 2019,  (ISBN 978-3-15-011238-0)
- Der Erste Weltkrieg 1914–1918 (UTB. Bd. 4085). Ferdinand Schöningh, Paderborn 2015,  (ISBN 978-3-8252-4085-1)
- Avec Ulrich Lappenküper (de), Andreas von Seggern (de) : Otto von Bismarck. Aufbruch in die Moderne. Bucher, München 2015,  (ISBN 978-3-7658-1962-9)
- Avec Gerhard P. Groß, Burkhard Köster (de) : Preußen. Aufstieg und Fall einer Großmacht. WBG, Darmstadt 2011,  (ISBN 978-3-8062-2418-4)
  - Édition en ligne : Konrad Theiss Verlag, Stuttgart 2015,  (ISBN 978-3-8062-3085-7)
- Geschichte Deutschlands. Von 1648 bis heute. ; Theiss, Stuttgart 2008,  (ISBN 978-3-8062-2159-6) (mehrere Ausgaben)
- Tirpitz. Architect of the German High Seas Fleet ; Potomac Books, Washington DC 2008,  (ISBN 978-1-57488-732-7)
- Avec Andreas von Seggern : Leben im Kaiserreich. Deutschland um 1900 ; Theiss, Stuttgart 2007,  (ISBN 978-3-8062-2030-8)
- Die wilhelminische Flottenrüstung 1908–1914. Weltmachtstreben, industrieller Fortschritt, soziale Integration (Beiträge zur Militärgeschichte Bd. 32). Oldenbourg u. a., München u. a. 1991,  (ISBN 3-486-55880-3) (Zugleich: Münster, Universität, Dissertation, 1989).

### Éditions
- Avec Gerhard P. Groß, Markus Pöhlmann, und Christian Stachelbeck: Geheimdienst und Propaganda im Ersten Weltkrieg ; Die Aufzeichnungen von Oberst Walter Nicolai 1914 bis 1918 (Zeitalter der Weltkriege Bd. 18) ; De Gruyter Oldenbourg, Berlin u. a. 2019,  (ISBN 978-3-11-060899-1)
- Avec Eberhard Kolb : Otto von Bismarck: Gedanken und Erinnerungen (Otto von Bismarck. Gesammelte Werke. Neue Friedrichsruher Ausgabe Abt. IV). Schöningh, Paderborn 2012,  (ISBN 978-3-506-77070-7)
- Avec Erik Lommatzsch : Otto von Bismarck: Schriften 1877–1878 (Otto von Bismarck. Gesammelte Werke. Neue Friedrichsruher Ausgabe. Abt. III: 1871–1898. Schriften; Bd. 3: 1877–1878). Schöningh, Paderborn 2008,  (ISBN 978-3-506-76525-3)
- Mein lieber Schatz! Briefe von Admiral Reinhard Scheer an seine Ehefrau. August bis November 1918 (Kleine Schriftenreihe zur Militär- und Marinegeschichte Bd. 12). Winkler, Bochum 2006,  (ISBN 978-3-89911-079-1)
- Albert Hopman. Das ereignisreiche Leben eines « Wilhelminers ». Tagebücher, Briefe, Aufzeichnungen 1901 bis 1920 (Beiträge zur Militärgeschichte Bd. 62). Im Auftrag des Militärgeschichtlichen Forschungsamtes, Oldenbourg, München 2004,  (ISBN 3-486-56840-X). (Zugleich: Hamburg, Universität, Habilitations-Schrift, 2004).

### Ouvrages
- Avec Ewald Frie : Politiker ohne Amt. Von Metternich bis Helmut Schmidt (Wissenschaftliche Reihe. Otto-von-Bismarck-Stiftung Bd. 28). Schöningh, Paderborn 2020,  (ISBN 978-3-506-70264-7).
- Avec Robert Bohn (de) : Garnisonsstädte im 19. und 20. Jahrhundert (IZRG-Schriftenreihe Bd. 16). Verlag für Regionalgeschichte, Gütersloh 2015,  (ISBN 978-3-7395-1016-3)
- Avec Matthew Seligmann (de), Frank Nägler (de) : The Naval Route to the Abyss. The Anglo-German Naval Race 1895–1914 (Navy Records Society Publications Bd. 161). Ashgate, Farnham 2015,  (ISBN 978-1-4724-4093-8)
- Avec Ulrich von Hehl: Otto von Bismarck und die Wirtschaft, Schöningh, Paderborn 2013,  (ISBN 978-3-506-77714-0)
- Avec Carmen Winkel : Die Garnisonkirche Potsdam. Zwischen Mythos und Erinnerung, Rombach, Freiburg im Breisgau u. a. 2013,  (ISBN 978-3-7930-9729-7)
- Avec Ralf Stremmel : Friedrich Alfred Krupp. Ein Unternehmer im Kaiserreich, C. H. Beck, München 2010,  (ISBN 978-3-406-60670-0)
- Avec Gerhard P. Groß : The Danish Straits and German Naval Power 1905–1915 (Potsdamer Schriften zur Militärgeschichte Bd. 13). Militärgeschichtliches Forschungsamt, Potsdam 2010,  (ISBN 978-3-941571-11-2)
- Avec Jörg Hillmann (de), Frank Nägler : Skagerrakschlacht. Vorgeschichte – Ereignis – Verarbeitung (Beiträge zur Militärgeschichte Bd. 66). Oldenbourg, München 2009,  (ISBN 978-3-486-58803-3) (2. Auflage. ebenda 2010,  (ISBN 978-3-486-70270-5))
  - Édition anglaise : Jutland: World War I's Greatest Naval Battle (Foreign military studies), University Press of Kentucky, Lexington 2015,  (ISBN 978-0-8131-6605-6)
- Avec Andreas Biefang, Klaus Tenfelde (de): Das politische Zeremoniell im Deutschen Kaiserreich 1871–1918 (Beiträge zur Geschichte des Parlamentarismus und der politischen Parteien Bd. 153). Droste, Düsseldorf 2008,  (ISBN 978-3-7700-5291-2)
- Avec Stig Förster (de), Karen Hagemann: Militärische Erinnerungskultur. Soldaten im Spiegel von Biographien, Memoiren und Selbstzeugnissen (Krieg in der Geschichte (de) Bd. 29). Schöningh, Paderborn u. a. 2006,  (ISBN 978-3-506-75680-0)
- Avec Hans Ehlert (de), Gerhard P. Groß : Der Schlieffenplan. Analysen und Dokumente (Zeitalter der Weltkriege Bd. 2). Schöningh, Paderborn u. a. 2006,  (ISBN 3-506-75629-X) (2. durchgesehene Auflage. ebenda 2007,  (ISBN 978-3-506-75629-9))
  - Traduction anglaise de David T. Zabecki (de) : The Schlieffen Plan. International Perspectives on the German Strategy for World War I ;The University Press of Kentucky, Lexington 2014,  (ISBN 978-0-8131-4746-8)
- Avec Gerhard P. Groß : Das Militär und der Aufbruch in die Moderne 1860 bis 1890. Armeen, Marinen und der Wandel von Politik, Gesellschaft und Wirtschaft in Europa, den USA sowie Japan (Beiträge zur Militärgeschichte Bd. 60). Oldenbourg, München 2003,  (ISBN 3-486-56760-8) (Rezension)
- Avec Martin Kottkamp, Lothar Snyders : Liberalismus, Parlamentarismus und Demokratie. Festschrift für Manfred Botzenhart. Cuvillier, Göttingen 1994,  (ISBN 3-89588-021-3)
- Avec Karl Teppe (de): Westfalen und Preußen. Integration und Regionalismus (Forschungen zur Regionalgeschichte Bd. 3). Schöningh, Paderborn 1991,  (ISBN 3-506-79575-9).